# Xã Beaver Creek, Quận Tripp, South Dakota
Xã Beaver Creek (tiếng Anh: Beaver Creek Township) là một xã thuộc quận Tripp, tiểu bang Nam Dakota, Hoa Kỳ. Năm 2010, dân số của xã này là 16 người.